# E Raffaella è mia
" E Raffaella è mia " (en español: "Y Raffaella es mía") es un sencillo de Tiziano Ferro, el cuarto que se lanza de su álbum de 2006 Nessuno è solo. La canción fue lanzada durante el verano de 2007 y es un homenaje a la corista italiana Raffaella Carrà. Carrà no sólo participó en el vídeo musical, sino que también actuó en su concierto en PalaLottomatica a dúo. El single también fue lanzado en España, donde Carrà fue especialmente apreciado.

## Versiones
CD - Promo
1. Y Raffaella es mía
2. E Raffaella è mia (Paolo Aliberti Melodica Moody Edit Mix)
3. E Raffaella è mia (Paolo Aliberti Melodica Moody Mix)
4. E Raffaella è mia (Psychi Radio Remix)
5. Y Raffaella es mía

## Vídeo musical
El vídeo comienza con imágenes de un falso programa de televisión musical, que recuerda vagamente a los años 60, llamado Il mondo di Raffaella (" El mundo de Raffaella "). El presentador del programa, interpretado por Ferro, presenta a un cantante 'joven' (de nuevo Ferro) que canta la canción. El video luego muestra la casa de un joven (nuevamente Ferro), quien mira la transmisión con entusiasmo. A mitad de camino, sin embargo, el presentador reaparece para anunciar el ganador de un concurso para pasar una velada con Raffaella Carrà ("¡El afortunado ganador es: Ferro, Tiziano!"). El joven espectador salta arriba y abajo, mientras la puerta se abre a medias para revelar a Carrà. El vídeo continúa con Ferro cantando la canción y bailando con Carrà, mientras el espectador está en casa jugando con Carrà, en una atmósfera onírica y surrealista.

## Listas
| Lista (2007)  | Mejor posición |
| ------------- | -------------- |
| Italia (FIMI) | 3              |